# Teniferierung
Teniferierung ist eine von einem Markennamen abgeleitete Bezeichnung für das Salzbadnitrocarburieren, ein chemisch-physikalischen Verfahren zur Härtesteigerung von Stahlwerkstoffen.

## Verfahren
Die zur Behandlung vorgesehenen Objekte werden je nach Stahlzusammensetzung und Form zwischen einigen Minuten und einigen Stunden in ein Nitrierbad mit gesteuertem Cyanid-Cyanatgehalt getaucht. Die Standardbehandlungsdauer beträgt 90 Minuten bei einer Temperatur von 580 °C. Die Tenifer-Behandlung wird am fertig wärmebehandelten und bearbeiteten Werkstück vorgenommen. Die letzte Anlasstemperatur sollte über der Tenifer-Behandlungstemperatur von 580 °C liegen, damit keine unerwünschten Gefügeveränderungen entstehen. Vor der Behandlung sollten die Werkstücke langsam und möglichst homogen (damit keine Spannungen entstehen) auf etwa 350 °C vorgewärmt werden. Danach folgt das Eintauchen in das Tenifer-Bad von 580 °C. Nach Erreichen der maximalen Behandlungsdauer werden die Werkstücke in Wasser, Öl oder in einem Polymer abgeschreckt.
Weiterhin hat sich eine anschließende Nachoxidation bewährt (Tenifer-Q-Verfahren). Hier wird das Werkstück direkt aus dem Tenifer-Bad in ein AB1-Bad bei etwa 380 °C getaucht und 10–15 Minuten gehalten, dadurch wird die Oberfläche oxidiert (schwarze Farbe) und gleichzeitig anhaftendes Cyanid neutralisiert (Entgiftungsreaktion). Das anhaftende Cyanid wird in ungiftiges Natriumcarbonat umgewandelt. Anschließend folgt ein Abschrecken im Wasser.
Eine Erweiterung stellt das Tenifer-QPQ-Verfahren dar. QPQ steht für Quenchen-Polieren-Quenchen. Nach der Tenifer-Behandlung werden die Teile in einem Oxidationsbad (AB-Bad) oxidiert, anschließend gewaschen. Als Ersatz für das Polieren wird in der Praxis ein
Glasperlenstrahlen durchgeführt. Anschließend werden die Teile nochmals im AB1-Bad ca. 30 Minuten oxidiert, gewaschen und getrocknet. Durch die oxidierende Abkühlung nach der Tenifer-Behandlung werden die Poren mit Magnetit aufgefüllt. In der Regel wird eine gleichmäßige Oxidationsschicht von 2 bis 4 µm erreicht.

## Eigenschaften

### Maßänderung
Da während der Tenifer-Behandlung keine Gefügeumwandlung des Grundwerkstoffes eintritt und die thermischen Spannungen infolge langsamer Erwärmung und Abkühlung sehr gering sind, ist mit keinen nennenswerten Maßänderungen zu rechnen. Lediglich die infolge der Nitrid- bzw. Karbo-Nitridbildung in der dünnen Randzone auftretenden Druckspannungen führen zu geringen Maßänderungen, die jedoch nur in der Größenordnung von 2–4 µm liegen und sich auf die Randzone beschränken.
Größere Teile können aber durch Spannungen in der Oberfläche einen gewissen Verzug aufweisen.

### Verbindungsschicht
Die Verbindungsschicht entsteht bei der Einlagerung des Stickstoffs. Bei der Stickstoffeinlagerung im Randbereich
wird die Löslichkeit überschritten. Durch ausscheidende Eisennitride bildet sich eine homogene, gut haftbare Verbindungsschicht.
In der Verbindungsschicht können Härten bis über 1000 HV entstehen.

### Oberflächenhärte
Die Oberflächenhärte nimmt bei der Tenifer-Behandlung dramatisch zu. Die Härte in der nitrierten Zone und im Grundwerkstoff wurde mit einem Kleinlastprüfgerät nach Vickers (Diamantpyramide) mit einer Prüflast von 50 g gemessen. Die maximal messbare Härte betrug 1150 HV 0,05 kg/mm². (Grenzwerte nach Vickers sind 3 für Blei bis 1500 für Keramiken).
Bei unlegierten Stählen (S235JR2, C15, C45) liegt die Oberflächenhärte bei ca. 450 HV, bei Vergütungsstählen bei 600–800 HV.
Bei Nitrierstählen oder hochlegierten Werkzeugstählen kann die Oberflächenhärte über 1000 HV betragen. Nitridbildende Legierungselemente
wie z. B. Chrom, Aluminium, Nickel usw. steigern die Oberflächenhärte nach der Tenifer-Behandlung.

### Verschleißfestigkeit
Durch die weitgehende Abbindung des Eisens und der Legierungselemente an der Oberfläche nimmt die Verbindungszone nichtmetallischen Charakter an. Dadurch wird bei Gleitprozessen eine Paarung Nichtmetall/Metall hergestellt, die ein Verschweißen und Verkleben verhindert und dadurch die Verschleißfestigkeit erhöht. Ein Nebeneffekt ist der bei diesen Paarungen auftretende niedrige Reibwert.

### Steifigkeit
Durch die beachtliche Erhöhung der Oberflächenhärte bei der Tenifer-Behandlung wird auch eine größere Formsteifigkeit erzielt. Daraus ergibt sich eine höhere Sicherheit gegen Verbiegung oder Verwerfung.

### Korrosionsbeständigkeit
Durch die stickstoffreiche Verbindungs- bzw. Diffusionszone ist der Werkstoffoberfläche ein gewisser Schutz vor korrosiven Angriffen gegeben.
Durch eine Nachoxidation (Tenifer-Q-Verfahren) ist es möglich, eine hervorragende Korrosionsbeständigkeit zu erlangen. Daher hat sich dieses Verfahren in der Automobilindustrie bewährt. Tenifer® QPQ behandelte Werkstücke können im Salzsprühnebeltest eine Standzeit von
500 Std. erreichen (als Vergleich: Verchromt, 20 µm, ca. 80 Std., Vernickelt, 20 µm, ca. 100 Std.).

### Belastbarkeit
Tenifer-Schichten weisen große Zähigkeiten auf. Selbst nach Belastung (Stauchversuche) über die Streckgrenze (Grenze elastischer Bereich/plastischer Bereich) hinaus in den plastischen Bereich (bleibende Formänderung) war keine Beschädigung an der Oberfläche zu erkennen; Voraussetzung ist eine geringe Formänderung.

### Weitere Eigenschaften
Die Gleiteigenschaften und die Verschleißfestigkeit bleiben bis zu Temperaturen von 500 °C sowie kurzfristig auch darüber erhalten. Da die Verbindungszone ein schlechterer Wärmeleiter ist als der Grundwerkstoff, erhitzt sich dieser nicht so schnell wie ohne Teniferierung.
Tenifer® ist ein eingetragenes Warenzeichen der HEF Durferrit.